# 尼克·E·塔拉貝
尼克·艾馬德·塔拉貝（英語： 阿拉伯语：‎，1975年8月28日—），通稱「尼克·E·塔拉貝」，是一位黎巴嫩裔美國男演員，他因出演2010年的電視劇《斯巴達克斯》飾演亞述爾（Ashur）和2015年的電視劇《太空無垠》飾演柯特亞·加茲（Cotyar Ghazi）而聞名。其他電影作品如2013年的《闇黑無界：星際爭霸戰》裡飾演克林貢（Klingon）和2018年的《環太平洋2：起義時刻》飾演索尼（Sonny）一角。
2021年他也替電玩遊戲《黑相集：灰冥界》裡的伊拉克陸軍中尉薩利姆·奧斯曼（Salim Othman）配音及動作捕捉。

## 生平
尼克生於黎巴嫩貝魯特，他的父母、弟弟、叔叔和阿姨至今仍居住在黎巴嫩。高中畢業後他搬到紐約。他曾為知名品牌雨果博斯（Hugo Boss）古馳（Gucci）當一名服裝推銷員工作，同時他也在紐約的表演工作室T. Schreiber Studio中學習表演，並出現在外外百老匯戲劇中。
2004年他搬到洛杉磯，在表演藝術家教練賴瑞·摩斯（Larry Moss）的學習下，他與在工作室裡的美國劇作家約翰·派屈克·尚利一起出現在《丹尼與深藍海》（Danny and the Deep Blue Sea）這部舞台劇上。

## 外部連結
- 尼克·E·塔拉貝在互联网电影资料库（IMDb）上的資料（英文）